# Melanchra bejamini
Melanchra bejamini är en fjärilsart som beskrevs av Lemmer 1937. Melanchra bejamini ingår i släktet Melanchra och familjen nattflyn. Inga underarter finns listade i Catalogue of Life.